# 772
| 772                |
| ------------------ |
| Dødsfald - Fødsler |
|                    |

| Gregoriansk kalender | 772 DCCLXXII            |
| Ab urbe condita      | 1525                    |
| Armensk kalender     | 221 ԹՎ ՄԻԱ              |
| Kinesiske kalender   | 3468 – 3469 辛亥 – 壬子 |
| Etiopisk kalender    | 764 – 765               |
| Jødisk kalender      | 4532 – 4533             |
| Hindukalendere       |                         |
| - Vikram Samvat      | 827 – 828               |
| - Shaka Samvat       | 694 – 695               |
| - Kali Yuga          | 3873 – 3874             |
| Iransk kalender      | 150 – 151               |
| Islamisk kalender    | 155 – 156               |

Se også 772 (tal)

## Begivenheder
- Hadrian 1. bliver indsat som pave.